# Alan Rufus
Alan Rufus, también Alan de Richmond, Alan ar Rouz (bretón), Alain le Roux (francés) y Alan el Rojo (Latín medieval: Alanus Rufus, c. 1040-4 de agosto de 1093), fue un noble caballero bretón convertido en noble de la órbita normanda, tercer hijo del conde Eudes de Penthièvre. Alan participó en la Conquista normanda de Inglaterra, siguiendo a Guillermo el conquistador, acompañado de sus hermanos Brian de Bretaña y Alan el Negro, convirtiéndose en uno de los más ricos barones del país, gracias al reparto de tierras derivado de la conquista, siendo primer conde de Richmond. Su apodo el Rojo era por el color de su pelo y para distinguirlo de su hermano Alan el Negro, quien también fue conde de Richmond.
Hay muy poca evidencia directa sobre los bretones que lucharon en la batalla de Hastings en 1066, aunque los relatos de la batalla dejan claro que fueron numerosos. La participación de Alan el Rojo y su hermano Brian de Bretaña está fuera de toda duda razonable. Esto se confirma con el testimonio del Roman de Rou de Wace sobre los compañeros del Conquistador. Aunque Wace habló de Hay muy poca evidencia directa sobre qué bretones lucharon en Hastings en 1066, aunque los relatos de la batalla dejan claro que fueron numerosos. La relativamente abundante evidencia sobre la trayectoria de Alano el Rojo pone su participación fuera de toda duda razonable. Esto se confirma con el testimonio del Roman de Rou de Wace sobre los compañeros del Conquistador. Aunque Wace habló de su primo Alan Fergant, claramente se refería a Alano el Rojo. Alan, conde de Bretaña, recibió del Conquistador las tierras y señoríos que anteriormente pertenecían al conde Edwin de Yorkshire. Esta extensa propiedad, una de las tres más grandes otorgadas por Guillermo, se creó con fines militares.
Aunque no tenía un condado propio en Inglaterra, generalmente se le conocía como el conde Alan, lo que indicaba su alto nivel dentro de la nobleza bretona. En el Libro Domesday se le cita simplemente «Alan Comes» (Alan el Conde). Una carta de la Abadía de Santa María de York, de la que fue arquitecto y maestro de obras, lo describe como Conde de Richmond (donde construyó el castillo), mientras que la Abadía de San Edmundo (donde fue enterrado por el médico real, el abad Balduino) lo llama Conde de Anglia Oriental. Respecto a esto último, el Libro Domesday muestra que fue el principal barón de Anglia Oriental y que poseía el Caput (mansión principal) de los Condes de Anglia Oriental, ubicado en Costessey, Norfolk. 

## Herencia
Secuestró a Gunhilda de Wessex, hija ilegítima de Haroldo II de Inglaterra y Edith Cuello de Cisne, con quien convivió, según Anselmo de Canterbury, de forma pecaminosa y solicitó por escrito que fuera repudiada. Rufus hizo caso omiso, pero no llegó a casarse. Tras la muerte de Rufus, Gunnhild se casó con su medio hermano Alan el Negro.
Murió sin descendencia el 4 de agosto de 1093 y fue inhumado en la abadía de Bury St. Edmunds de la que era benefactor. Sus restos fueron trasladados más adelante a la abadía de Santa María, a petición de los monjes del lugar. Su hermano Alan el Negro le sucedió en sus posesiones, y se convirtió también en el compañero de Gunilda, pero murió poco tiempo después, en 1098. El honor de Richmond pasó entonces a su último hermano Esteban I de Penthièvre, quien logró reunir las posesiones bretonas e inglesas de la familia.
Existe la teoría que Alan Rufus y Gunnhild tuvieron una hija, Matilda de Bretaña (c. 1073-?),  esposa de Walter Deincourt, primer barón de Eyncourt, Lord of Blankney (c. 1059-1103).